# Alfredo Beltrán Leyva
Alfredo Beltrán Leyva (Badiraguato, Sinaloa; 21 de enero de 1971) "tipo de sangre AB+" es un exnarcotraficante mexicano y exlíder de alto rango del Cártel de los Beltrán Leyva, una organización criminal dedicada al tráfico de drogas liderada por él y sus hermanos Arturo, Carlos y Héctor.

## Primeros años y carrera
Alfredo Beltrán nació en La Palma, Badiraguato, Sinaloa, el 21 de enero de 1971. Según el Departamento del Tesoro de los Estados Unidos, tiene como fecha alternativa de nacimiento, el 15 de febrero de 1951. Fue apodado "El Mochomo". Formó el Cártel de los Beltrán Leyva junto con sus hermanos Héctor, Carlos y Arturo. Alfredo y sus hermanos trabajaron estrechamente con Joaquín"El Chapo" Guzmán Loera, el líder del Cártel de Sinaloa.
Los hermanos Beltrán Leyva traficaban narcóticos a los Estados Unidos desde la década de 1990 con la ayuda del Cártel de Sinaloa. En su apogeo, el Cártel de los Beltrán Leyva dominaba las operaciones de tráfico de drogas en el oeste de México. Alfredo fue responsable de gestionar envíos de varias toneladas de cocaína y metanfetamina desde Sudamérica y México a los EE. UU. desde la década de 1990 hasta 2008, año en que fue detenido. Obtuvo sus suministros de cocaína de grupos sudamericanos y los transportó a México por aire, tierra y agua. Una vez que las drogas estaban en México, el Cártel de los Beltrán Leyva las distribuía a puntos estratégicos en México antes de que llegaran a los EE. UU. Su grupo criminal a menudo usaba medios violentos, incluidos asesinatos, secuestros y torturas, para continuar con sus operaciones de tráfico de drogas.
En 2008, los hermanos Beltrán Leyva se separaron del Cártel de Sinaloa. Después de que Alfredo fue arrestado, los Beltrán Leyva culparon a "El Chapo" de su captura y tomaron represalias ordenando el asesinato de Edgar Guzmán López, hijo de Joaquín "El Chapo" Guzmán Loera. Esto desató una guerra entre el Cártel de Sinaloa y el Cártel de los Beltrán Leyva, que se alió con Los Zetas.

## Arresto y encarcelamiento
Alfredo Beltrán Leyva fue detenido por el Ejército mexicano en Culiacán, Sinaloa, junto a tres miembros de su círculo de seguridad el 21 de enero de 2008, con dos maletas llenas de 900.000 dólares en efectivo y relojes de lujo. En el lugar, la policía descubrió 20 granadas de fragmentación, rifles, armas automáticas y 40 chalecos antibalas, ocho de los cuales tenían un FEDA, acrónimo de "Fuerzas Especiales de Arturo". Las autoridades también encontraron una cantidad no especificada de efectivo en una de sus casas. Luego lo trasladaron en avión a la Ciudad de México y lo encarcelaron en el Centro Federal de Readaptación Social n.º 1 (también conocido como "Altiplano"), la prisión de máxima seguridad de México.
Édgar Eusebio Millán Gómez, comandante de la policía federal mexicana y portavoz de la detención, fue asesinado cinco meses después. Los investigadores mexicanos creen que fue asesinado en represalia por la captura de Alfredo.
El 14 de octubre de 2014, un tribunal federal rechazó el recurso de amparo interpuesto por Alfredo (que en la práctica equivale a una orden judicial ) para impedir su extradición a los Estados Unidos. El tribunal lo rechazó con el argumento de que consideraba que el ex capo de la droga cumplía con todos los requisitos legales para su extradición.

## Sanción de la Ley Kingpin
El 3 de diciembre de 2009, el Departamento del Tesoro de los Estados Unidos sancionó a Alfredo bajo la Ley de Designación de Cabecillas Extranjeros del Narcotráfico (a veces denominada simplemente como la "Ley de Cabecillas"), por su participación en el tráfico de drogas junto con otros 21 criminales internacionales y diez entidades extranjeras. La ley prohibió a los ciudadanos y empresas estadounidenses realizar cualquier tipo de actividad comercial con él, y prácticamente congeló todos sus activos en los EE. UU.

## Extradición
El 15 de noviembre de 2014, Alfredo fue extraditado a Estados Unidos. Fue citado para comparecer ante el tribunal en Washington D. C., en una sesión dirigida por el juez estadounidense Alan Kay por sus delitos pendientes de tráfico de drogas. El 17 de noviembre, a través de su abogado, se declaró inocente de conspiración para importar grandes cargamentos de cocaína, heroína, marihuana y metanfetamina de México a Estados Unidos.

## Juicio y condena
El juicio de Alfredo estaba programado para comenzar el 8 de febrero de 2016. Estuvo representado por el destacado abogado defensor penal Ángel Eduardo Balarezo de Washington D. C. El 23 de febrero, Alfredo se declaró culpable ante el juez de distrito estadounidense Richard J. Leon del Distrito de Columbia de participar en operaciones internacionales de tráfico de drogas. El 28 de junio, la fiscalía emitió una orden de decomiso preliminar y solicitó a Alfredo que pagara hasta 10 mil millones de dólares, que el gobierno estimó que había generado a través de sus esquemas de tráfico de drogas.
Fue sentenciado a cadena perpetua el 5 de abril de 2017 y se le ordenó que decomisara 529 millones de dólares estadounidenses.
La cantidad se basó en las ganancias que obtuvo por el envío de al menos 27,9 toneladas de narcóticos entre 2000 y 2012. La defensa de Alfredo pidió al juez que redujera su sentencia a 25 años porque su cliente había aceptado su papel en brindar asistencia a su hermano Arturo para vender cocaína en Culiacán sabiendo que las drogas terminarían en los EE. UU. Alfredo negó estar involucrado en envíos de drogas a los EE. UU. y le dijo al demandante que su hermano era el verdadero líder del Cártel de los Beltrán Leyva. El juez denegó la solicitud de la defensa porque afirmó que Alfredo no aceptaba la plena responsabilidad de sus acciones. En junio de 2022, Beltrán Leyva fue transferido de la Penitenciaría Hazleton de los Estados Unidos a ADX Florence.

## En la cultura popular
Un personaje basado libremente en Beltrán Leyva, llamado "El Arriero " apareció brevemente en la serie de televisión de 2017 El Chapo.